# D'Andre Rowe
D'Andre Rowe (sinh ngày 5 tháng 1 năm 2001) là một cầu thủ bóng đá người Quần đảo Cayman hiện đang thi đấu ở vị trí tiền vệ phòng ngự cho câu lạc bộ Cayman Athletic và Đội tuyển bóng đá quốc gia Quần đảo Cayman.

## Thống kê sự nghiệp

### Quốc tế
Tính đến 26 tháng 3 năm 2021
| Đội tuyển quốc gia | Năm       | Trận | Bàn thắng |
| ------------------ | --------- | ---- | --------- |
| Quần đảo Cayman    | 2019      | 2    | 0         |
| Quần đảo Cayman    | 2021      | 1    | 0         |
| Tổng cộng          | Tổng cộng | 3    | 0         |